# Eugène François d'Arnauld
Pour les articles homonymes, voir Arnaud et François Arnaud.
 (septembre 2016).
Eugène François Auguste d'Arnauld, baron de Vitrolles, né le 11 août 1774 à Vitrolles et mort le 1er août 1854 à Paris est un homme politique français.

## Biographie
Au début de la Révolution, il ne rentre pas en France et s’engage dans l’armée de Condé, où il combat les armées françaises, notamment à Berstheim.
Il est secrétaire d’État provisoire en 1814 et joue un rôle important lors de la première Restauration en prenant l'ordonnance du 12 mai 1814 concernant la réorganisation des corps de l'armée française.
Pendant les Cent-Jours, il tente de soulever le Midi, mais est emprisonné à Vincennes, puis à l’Abbaye.
Élu député ultraroyaliste en août 1815, il devient ministre d'État (1815-1818) et membre du conseil privé. Il retrouve son titre de ministre d’État en 1824, puis est envoyé par Charles X, qui le nomme ambassadeur de France auprès du grand-duc de Florence (1827). Il obtient le grade de maréchal de camp en 1828.
Enfin, il demande le retrait des ordonnances de juillet 1830, mais ne l’obtient que le 29 juillet, trop tard pour empêcher le succès de la révolution de 1830.

## Publications
- De l’économie publique réduite à un principe, 1801.
- Du ministère dans le gouvernement représentatif, 1815.
- Mémoires.